# Pennadomo
Pennadomo är en ort och kommun i provinsen Chieti i regionen Abruzzo i Italien. Kommunen hade 232 invånare (2018).